# Anacleto Pinto
Anacleto Pinto (25 de fevereiro de 1948 – 21 de março de 2015) foi um atleta de meio fundo e fundo português. Ele competiu na maratona nos Jogos Olímpicos de Verão de 1976 e nos Jogos Olímpicos de Verão de 1980.